# Paul Bujor
Paul Bujor (n. 20 iulie 1862, Berești, România – d. 17 mai 1952, București, România) a fost un zoolog român, membru de onoare al Academiei Române.
A fost scriitor, profesor universitar la catedra de morfologie animală din cadrul Facultății de Științe din Iași (1896—1936). A pus bazele colecțiilor de morfologie animală din Iași. A făcut cercetări de morfologie descriptivă și comparativă, cercetări de hidrosiologie și de zoologie experimentală. A fondat sau a condus „Societatea de sport și muzică din Iași” (1901), revistele „Analele științifice ale Universității din Iași” (1900), „Vasile Adamachi” (1910) și „Viața Românească” (1906).
A fost membru de onoare al Academiei de Științe din România, începând cu 21 decembrie 1935.

## Revista Viața Românească

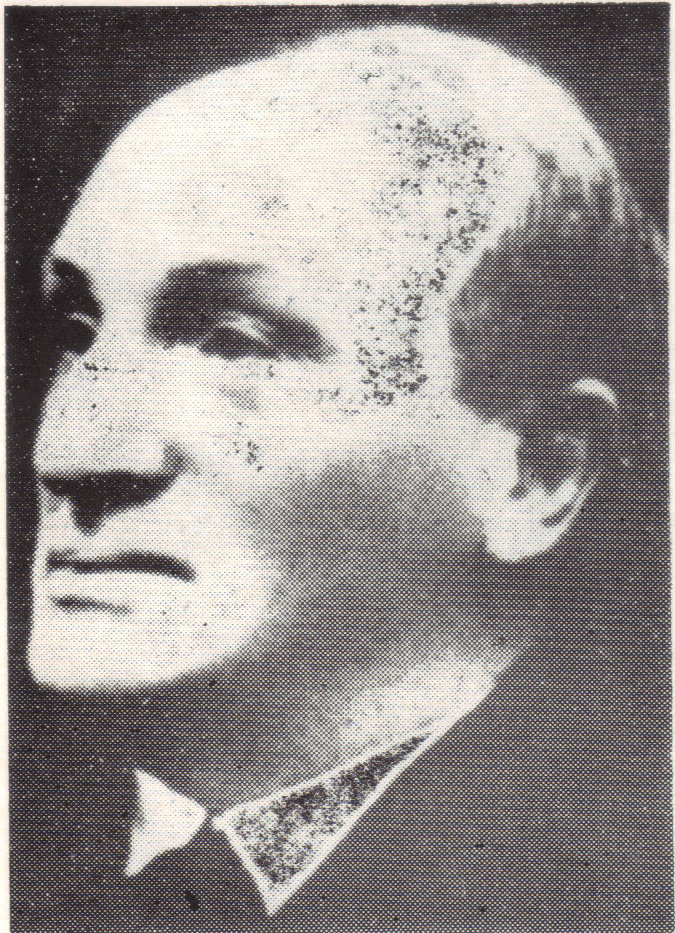
Profesorul Paul Bujor

Viața Românească este o revistă periodică literar-artistică și științifică, editată către Constantin Stere, Paul Bujor, Garabet Ibrăileanu, începând cu martie 1906.

## Distincții
- Ordinul Muncii clasa I-a (13 noiembrie 1951)[3]

## Legături externe
- Membrii Academiei Române din 1866 până în prezent – B
- Ionel Maftei, „Biologul Paul Bujor. 150 de ani de la naștere” Arhivat în 30 iulie 2012, la Wayback Machine.. Evenimentul, 21 iulie 2012.